# Yu-Gi-Oh! L'Empire des illusions
Yu-Gi-Oh! L'Empire des illusions (遊戯王 フォルスバウンドキングダム ～虚構に閉ざされた王国, Yū-Gi-Ō! Forusubaundo Kingudamu: Kyokō ni Tozasareta Ōkoku) est un jeu vidéo de stratégie en temps réel développé et édité par Konami, sorti en 2002 sur GameCube.

## Accueil
- GameSpot : 3,1/10[1]
- IGN : 3,5/10[2]
- Jeuxvideo.com : 6/20[3]